# Ronaldo Fonseca
Ronaldo Fonseca de Souza (Volta Redonda, Rio de Janeiro, 4 de abril de 1959) é um advogado, político e pastor evangélico brasileiro, filiado ao Partido Social Democrático (PSD). Foi deputado federal. foi Ministro-chefe da Secretaria-Geral da Presidência do governo Michel Temer.

## Atuação
Em dezembro de 2013, o deputado Ronaldo Fonseca defendeu a redução da carga tributária no Brasil. Ronaldo é autor de uma proposta de emenda à Constituição que amplia a imunidade tributária de igrejas, partidos e outras instituições.
Em 2015, Ronaldo se mostrou a favor da redução da maioridade penal, juntamente com ressocialização.
Em 2016, foi relator, no Conselho de Ética da Câmara dos Deputados, do recurso do deputado Eduardo Cunha, denunciado na Operação Lava Jato e que tivera votação favorável à cassação de seu mandato. Considerado aliado de Cunha, Ronaldo Fonseca apresentou um parecer de 69 paginas pedindo uma nova votação.
Em agosto de 2017 votou pelo arquivamento da denúncia de corrupção passiva do presidente Michel Temer, cujo índice de aprovação era o pior de um presidente desde a ditadura militar.
Em 28 de maio de 2018 foi empossado como novo Ministro-chefe da Secretaria-Geral da Presidência do governo Michel Temer.